# Dennis Cruz
Dennis Cruz (Madrid, 1983) es un DJ y productor español de música electrónica, conocido por su estilo en géneros como el tech house y el techno, con influencias del funk, el dub y la música latina. Comenzó a producir en 2010 y ha colaborado con sellos destacados como Saved, Deeperfect y Moon Harbour, además de crear varios sellos discográficos: Lemon-Aid Music, y MÜSE. Es cofundador de Loud Creative Agency, una agencia de representación de artistas.

## Biografía
Dennis Cruz, nombre real Denis de Galdo Troyano, nació en Madrid, España, en 1983. Empezó a pinchar como pasatiempo con 17 años. Una de sus grandes influencias ha sido Oscar Mulero, pues solía acudir a sus sets en la capital, así como Michael Jackson. Estudió ingeniería de sonido y se inició en el mundo de la música trabajando en estudios de grabación con artistas de distintos géneros como el hip hop y bandas de rock.
Desde 2015 ha trabajado para el sello británico Solid Grooves.

## Discografía
Álbumes
- Stikk, 2024
- Roots, 2021

Sencillos y EPs
- Yoruba, 2013
- Fuck / La Tortilla, 2014
- LSD, 2015
- El Vacilón, 2015
- El Bongosero, 2015
- See Line, 2016
- Bad Behaviour, 2016
- Hydroponic, 2016
- Everybody, 2016
- Mad, 2017
- Play, 2017
- Funk You, 2017
- Rock & Roll, 2017
- Cookies, 2017
- Freaks, 2018
- My Hood, 2018
- Better Than Pussy, 2019
- Uhuru, 2020
- Show Me / Five, 2020
- KMA, 2020
- Ahora Todo Va, 2021
- Los Tamales, 2021
- What U Doing, 2021
- The Snake Charmer, 2023
- Bonito, 2024

## Reconocimientos
- Tercer Mejor Artista Tech-House, por Beatport
- Segundo Mejor Artista 2016, por Resident Advisor